# Lichmera argentauris
Papa-mel-argênteo ou papa-mel-de-faces-prateadas (Lichmera argentauris) é uma espécie de ave da família Meliphagidae.
É endémica da Indonésia.